# Serie A 1947 (pallapugno)
La Serie A di pallapugno 1947 si svolse nel 1947 e fu la prima edizione del secondo dopoguerra. Parteciparono al torneo quattro società sportive italiane, tre provenienti dal Piemonte e una dalla Liguria e la vittoria finale andò per la terza volta alla squadra della città di Alba, capitanata da Augusto Manzo, al suo quarto scudetto personale.

## Formula
Secondo i documenti reperiti vennero disputati un girone di qualificazione, con tre squadre qualificate alle semifinali e una eliminata, seguito da un girone di semifinale e dalla finale, disputata in gara unica.

## Squadre partecipanti
| Squadra | Provenienza | Campionati di Serie A | Risultato 1938               |
| ------- | ----------- | --------------------- | ---------------------------- |
| Alba    | Piemonte    | 10                    | Campione d'Italia di Serie A |
| Canale  | Piemonte    | Esordio               | -                            |
| Imperia | Liguria     | 2                     | -                            |
| Torino  | Piemonte    | 14                    | 2° in Serie A                |

## Formazioni
| Squadra | Battitore       | Spalla            | Terzini             |
| ------- | --------------- | ----------------- | ------------------- |
| Alba    | Augusto Manzo   | Manini            | Porello, Dellavalle |
| Canale  | Gioietti        | A. Cappello       | ?                   |
| Imperia | Franco Balestra | Bonino            | ?                   |
| Torino  | Paolo Rossi     | Giuliano Galliano | ?                   |

## Torneo

### Girone di qualificazione
Di seguito sono riportati i risultati reperiti. Si qualificarono al turno successivo Alba, Canale e Imperia.
| Alba - Torino   | 11 - 7  |
| Canale - Alba   | 11 - 10 |
| Alba - Imperia  | 11 - 5  |
| Canale - Torino | 11 - 6  |

### Semifinali
Si qualificano per la finale Alba e Canale.
| Canale - Imperia | 11 - 1 |
| Alba - Imperia   | 11 - 5 |

### Finale
| Alba - Canale | 13 - 5 |

## Verdetti
- Alba Campione d'Italia 1947 (3º titolo)